# Richard McKinney
Richard Lee McKinney est un archer américain né le 12 octobre 1953 à Decatur (Indiana).

## Carrière
Richard McKinney participe à quatre éditions des Jeux olympiques, de 1976 à 1992. Il est médaillé d'argent de l'épreuve individuelle masculine aux Jeux olympiques d'été de 1984 à Los Angeles ainsi que de l'épreuve par équipes masculine aux Jeux olympiques d'été de 1988 à Séoul.